# 夏尔-约瑟夫 (利涅亲王)
夏尔-约瑟夫，利涅亲王（法語：Charles-Joseph, Prince de Ligne，1735年5月23日－1814年12月13日），奧地利陆军元帅和作家，生於布鲁塞尔。

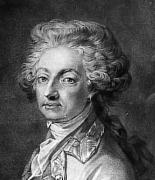
夏尔-约瑟夫，利涅亲王

夏尔-约瑟夫是比利時埃諾（Hainaut）的一个亲王家族，利涅亲王拉莫拉爾（Claude Lamoral）之子。幼年即进入皇家军队，在「七年戰爭」中（1756∼1763）為奧地利服役，尤其是在布累斯劳、洛伊滕、霍克齐和迈森战役中，卓有功績，战争结束后迅速上升至lieutenant field marshal军衔。後成為神聖羅馬皇帝約瑟夫二世的親信顧問。1780和1786年被派出使俄國女皇凱薩琳大帝。皇帝逝世后亲王在维也纳逗留。1792年至1793年住在法国，他的长子在阿戈讷La Croix-du-Bois被杀（1792年9月14日），1809年他被晋升为元帅和任法庭名誉指挥。
他的孙子欧仁·拉莫拉尔·德·利涅（1804－1880年）是一位杰出的比利时政治家。另一个孙子马克西米连·卡尔·拉莫拉尔·奥唐奈·冯·蒂尔康奈伯爵（Maximilian Karl Lamoral O'Donnell von Tyrconnell）1853年救过弗朗茨·约瑟夫一世皇帝的命。